# アバイエ
アバイエ（ヘブライ語: אַבַּיֵי、Abaye）は、バビロニアで活動していたユダヤ・タルムードのラビで、第4世代のアーモーラーイーム。彼は3世紀の終わりに誕生し、西暦337年に死去した。